# Microscopio stereoscopico

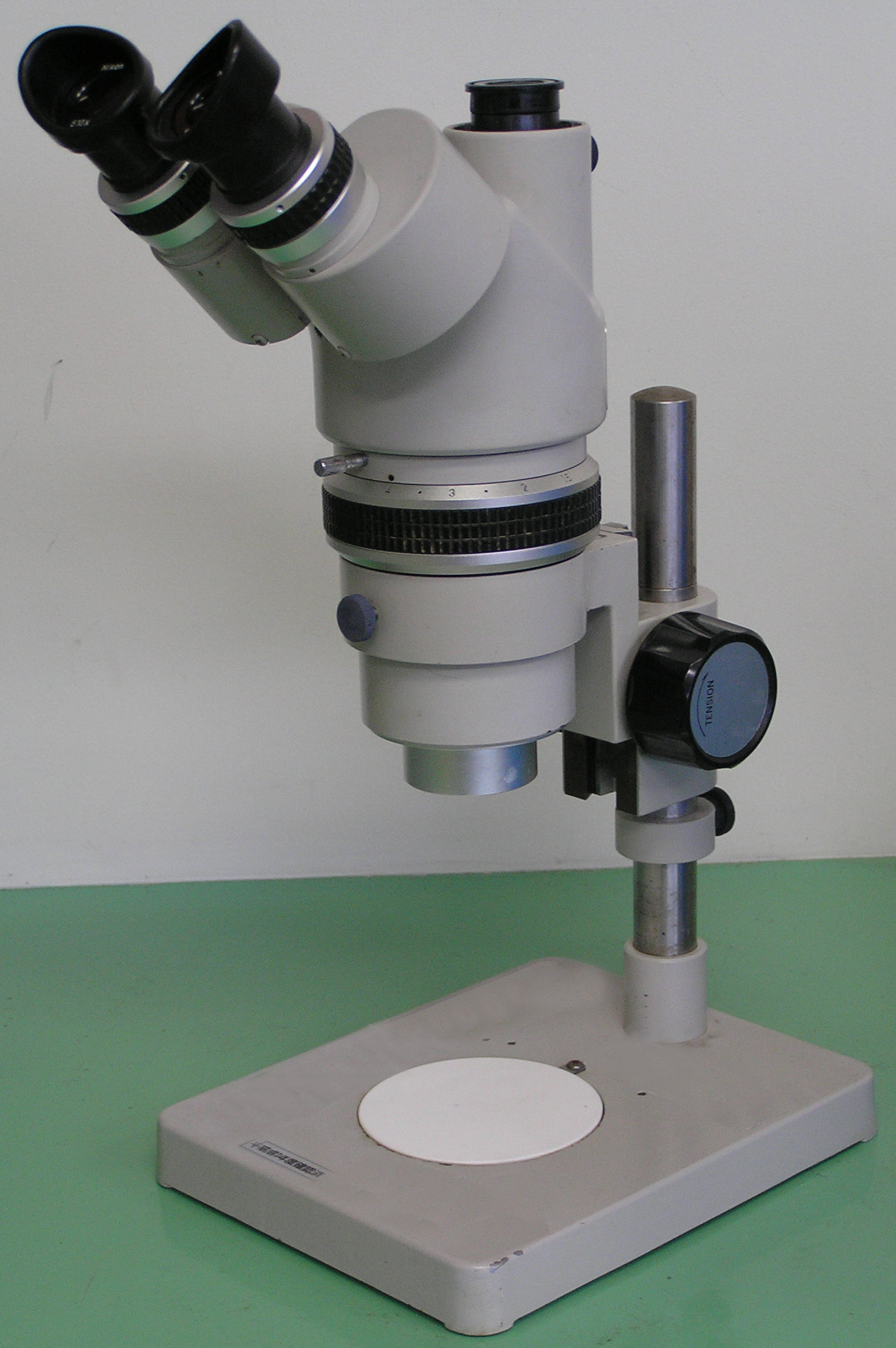
Microscopio stereoscopico

Il microscopio stereoscopico, noto anche come stereomicroscopio, microstereoscopio o dissezionatore, è un tipo di microscopio ottico progettato per produrre una visione stereoscopica di un oggetto.
Questo risultato si ottiene attraverso due percorsi ottici separati presenti nel microscopio, diversamente allineati tra loro, entrambi terminanti con due obiettivi e due oculari. Questi due percorsi ottici forniscono all'occhio destro e all'occhio sinistro immagini diversamente angolate.
Il dispositivo viene usato spesso per studiare le superfici di un campione solido, o per eseguire attività come classazione glanulometrica, dissezione, determinazione di macroinvertebrati, microchirurgia, orologeria, produzione o ispezione di piccole piastre per circuito stampato, grafologia per l'osservazione tridimensionale della scrittura.

## Funzionamento

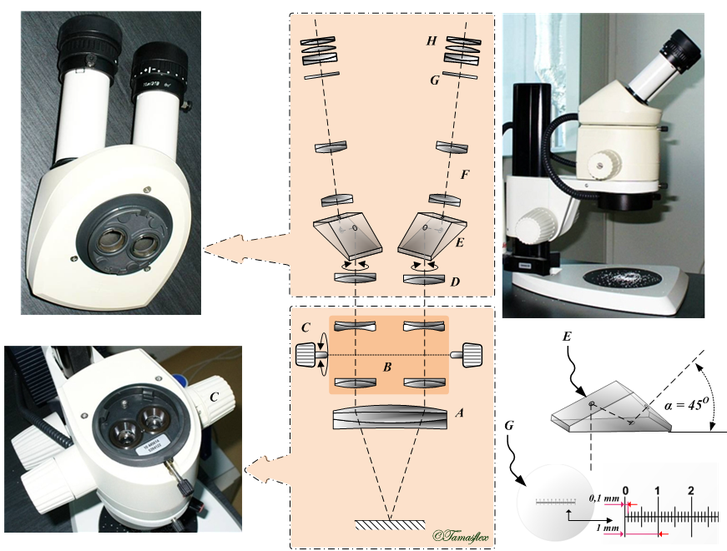
Un moderno microstereoscopio: A, obiettivo; B, telescopio galileiano (obiettivi rotanti); C, controllo dello zoom; D, obiettivo interno; E, prisma; F, lente relè; G, reticolo; H, oculare

Diversamente dai microscopi composti, in un microscopio stereoscopico solitamente si osserva la luce riflessa dal campione, invece della luce trasmessa. L'uso della luce riflessa dall'oggetto, consente l'esame di campioni troppo spessi o altrimenti opachi per la microscopia tramite microscopi a trasmissione. Anche i microscopi stereoscopici possono essere configurati per operare con illuminazione trasmessa, tipicamente con una lampada o uno specchio al disotto di un supporto trasparente, posto al disotto dell'oggetto; di solito, e diversamente dal microscopio composto, nella maggioranza dei sistemi stereoscopici l'illuminazione per trasparenza non è focalizzata attraverso un condensatore.
Qualità importanti sono la grande distanza di lavoro, e la profondità di campo. Entrambe sono inversamente correlate al potere risolutivo: maggiore è il potere risolutivo, cioè, più piccola è la distanza alla quale due punti adiacenti si possono distinguere, minore è la profondità di campo e la distanza di lavoro. Un microscopio stereoscopico raggiunge un ragguardevole ingrandimento fino a 100x.
Nei microscopi steroscopici sono prevalenti due tipi di sistemi d'ingrandimento. Uno è detto ad ingrandimento fisso, nel quale l'ingrandimento è ottenuto con l'accoppiamento di due obiettivi ad ingrandimento non variabile. L'altro è ad ingrandimento variabile, in grado di fornire una variazione continua dell'ingrandimento all'interno di un intervallo prefissato. I sistemi ad ingrandimento variabile possono raggiungere un ulteriore ingrandimento tramite l'uso di obiettivi ausiliari che accrescono l'ingrandimento complessivo mediante un coefficiente impostato. Inoltre, l'ingrandimento totale in entrambi i sistemi ad ingrandimento fisso e variabile può venire variato col cambiare gli oculari.
Un sistema ottico attribuito a Galileo, ovverosia il telescopio galileiano, è un sistema intermedio tra sistemi ad ingrandimento fisso e sistemi ad ingrandimento variabile, ma con la distinzione precisa che gli stessi componenti ottici presenti nella stessa spaziatura, se fisicamente invertiti, si risolvono in un ingrandimento differente, sebbene ancora fisso. Ciò consente ad un insieme di lenti di fornire due ingrandimenti differenti: due insiemi di lenti poste su si una torretta forniscono quattro ingrandimenti, tre insiemi di lenti sei ingrandimenti, ancora posti nella medesima torretta. La pratica mostra che tale sistema ottico Galileiano è tanto utile quanto un più costoso sistema ad ingrandimento variabile, con il vantaggio di conoscere l'ingrandimento utilizzato come valore predefinito, e senza dovere leggere delle scale analogiche.
Il microscopio stereoscopico non deve venire confuso con un microscopio binoculare composto e un binoviewer. In tale microscopio entrambi gli occhi vedono la medesima immagine, ma gli oculari binoculari forniscono maggiore conforto visivo. Comunque, l'immagine in tale microscopio non è differente da quella che si ottiene con un singolo oculare monocolare.

## Galleria d'immagini

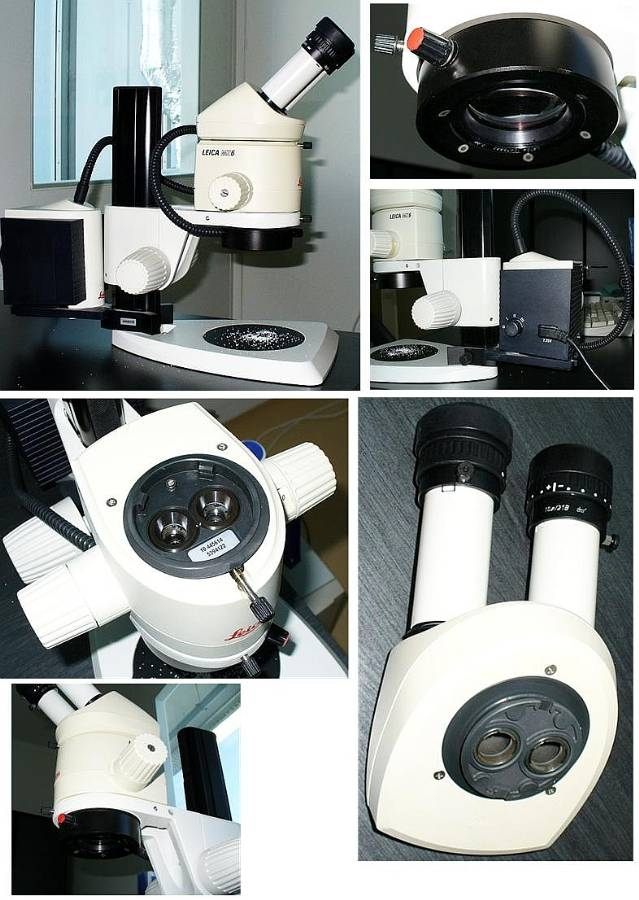
Microscopio stereoscopico
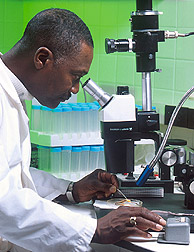
Uno scienziato utilizza uno stereomicroscopio in grado anche di effettuare micrografie